# Cabeza laticeps
Cabeza laticeps är en stekelart som beskrevs av Christer Hansson och Lasalle 2003. Cabeza laticeps ingår i släktet Cabeza och familjen finglanssteklar. Inga underarter finns listade.